# よいやな湧水
よいやな湧水（よいやなゆうすい）は、大分県中南部の由布市庄内町阿蘇野にある鉱泉。泉質は単純二酸化炭素泉である。

## 概要
九重連山は大小10数個の火山の集合体であり、その最東端にある黒岳（標高1,586メートル）の麓に広がる阿蘇野地区には天然炭酸水が湧出する場所が4箇所ある。黒岳山麓から下に白泉荘、黒嶽荘、白水鉱泉、よいやな湧水と並んでいる。

2019年10月4日、従来「湯布院温泉」として国民保養温泉地に指定されていた由布院温泉、湯平温泉に、庄内町阿蘇野地区周辺の飲泉を含む庄内温泉等の3地域の温泉を加えた5つの地域の温泉が「湯布院温泉郷」として国民保養温泉地に拡張指定された。